# محمود النقراشی پاشا
محمود النقراشی پاشا (عربی: محمود فهمى النقراشى باشا؛ ۱۸۸۸ – ۲۸ دسامبر ۱۹۴۸) یک سیاست‌مدار و دیپلمات اهل مصر بود.